# Viaduc Louis-Marin
Le viaduc Louis-Marin (appelé aussi VEBE pour « Voie Express Banlieue Est ») est un pont routier et piétonnier de type pont à poutres, reliant Nancy aux communes de Saint-Max et Malzéville au nord-est de Nancy.

## Situation et accès
Le viaduc dispose de deux bretelles d'accès à proximité du Parc de la Pépinière, à partir du boulevard du 26e régiment d'infanterie et de la rue Sigisbert Adam. 
Le viaduc franchit la Meurthe et le canal de la Marne au Rhin.

## Origine du nom
Il porte le nom  de l'homme politique et député de Meurthe-et-Moselle Louis Marin (1871-1960).

## Historique
Il a été construit en 1976. Sa longueur est d'environ 1 km . C'est une des réalisations emblématiques de l’Agence d'urbanisme de l'agglomération nancéienne. 

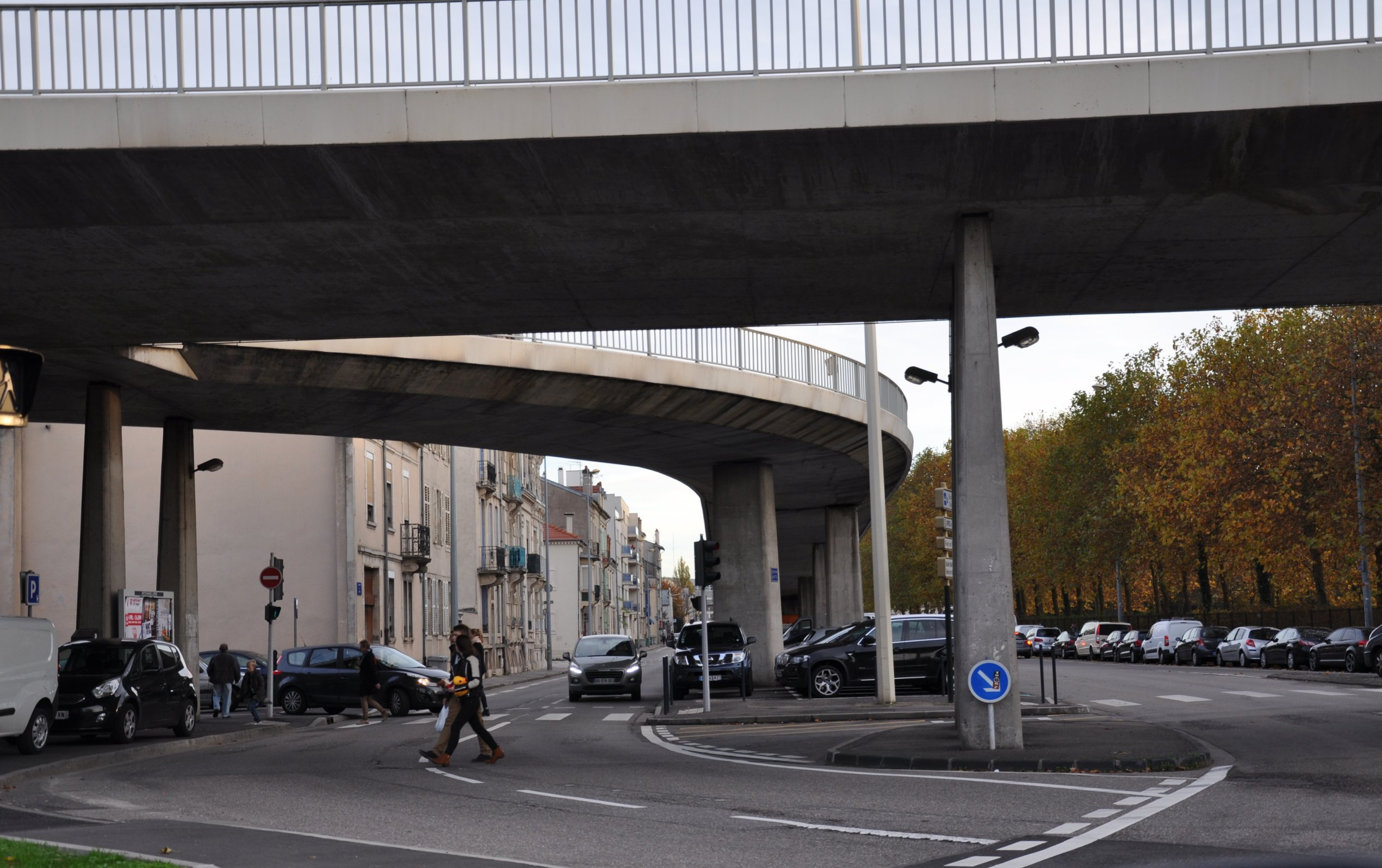
Portion du viaduc Louis Marin à Nancy, avec le Parc de la Pépinière à droite.